# Pacific FC
Der Pacific Football Club ist ein kanadischer Fußballklub aus Greater Victoria in der Provinz British Columbia, der in der Canadian Premier League spielt.

## Geschichte
Als ein Klub ohne spezifische örtliche Zuordnung, wurde einer Besitzergruppe um den Projektnamen Port City FC am 1. Juni 2018 das Recht auf die Teilnahme an der CPL gegeben, womit der Klub neu gegründet wurde. Am 20. Juli wurde dann der konkrete Name des Klubs, der fortan nun als Pacific FC auftreten soll, bekanntgegeben. Erster Cheftrainer wurde Michael Silberbauer.
So war der Klub auch Teil der Debüt-Saison der Liga in der Spielzeit 2019. Diese wurde noch in eine Frühjahr- und eine Herbst-Hälfte geteilt. Mit elf Punkten nach 10 Spieltagen positionierte man sich hier auf dem fünften Platz. In der Herbst-Hälfte platzierte man sich auf einem ähnlichen Platz. Als Folge davon kam es mit der Entlassung von Silberbauer am 18. Oktober 2018, auch zur ersten Entlassung in der Geschichte der Liga. Als Interimstrainer übernahm darauf kurzzeitig noch James Merriman. Als Cheftrainer zur Saison 2020 wurde dann der Norweger Pa Modou Kah berufen. Aufgrund der COVID-19-Pandemie wurde die Saison in einem anderen Modus gespielt. Hierbei schaffte man es nach sieben Spieltagen mit 11 Punkten sogar in die zweite Runde. Hier spielte der Klub nun mit den drei anderen Klubs auf den vorderen Plätzen, die Teilnehmer am Finalspiel aus. Mit nur einem Sieg, landete man aber am Ende hier auf dem letzten Platz.
Die Saison 2021 lief dann wieder regulär ab und mit 45 Punkten qualifizierte sich die Mannschaft nach der Regular Season für die Playoffs. Dort traf man im Halbfinale auf den Cavalry FC, gegen welche man erst in der Verlängerung mit 2:1 obsiegte. Im Finale ging es nun gegen den amtierenden Meister Forge FC, welcher aber auch mit 1:0 besiegt werden konnte. Damit erlangte der Klub erstmals die Meisterschaft in der CPL. Damit bekam der Pacific FC auch einen Platz in der Vorrunde der CONCACAF League 2022. Dort schaffte man nach einem 0:0-Hinspiel am Ende einen 6:0-Rückspielsieg über den jamaikanischen Vertreter Waterhouse FC und rückte so ins Achtelfinale vor. Dort war jedoch nach einer 5:6-Niederlage im Elfmeterschießen gegen Herediano aus Costa Rica Schluss.
Die Saison 2022 begann für den Klub aber auch gleich mit einem Trainerwechsel. Weil Pa Modou Kah beim North Texas SC unterschrieb, wurde nun Merriman wieder Trainer, diesmal sogar auf permanenter Basis. In der CPL gelang mit 46 Punkten wieder eine Platzierung in den Playoffs, dort schied man jedoch schon im Halbfinale gegen Atlético Ottawa aus.
Im Mai 2024 schloss der Pacific FC eine strategische Klub-Partnerschaft mit dem deutschen Bundesligisten VfL Bochum. Es ist das erste Mal, dass zwei Vereine aus der Bundesliga und der Canadian Premier League zusammenarbeiten und dafür eine Partnerschaftsvereinbarung unterzeichneten.